# Rabindranath Tagore (Film)
Rabindranath Tagore ist ein halbdokumentarischer Film von Satyajit Ray. Er entstand ebenso wie der Episodenspielfilm Teen Kanya anlässlich des 100. Geburtstags Rabindranath Tagores im Mai 1961.

## Handlung
Beginnend mit Aufnahmen vom Trauerzug um Rabindranath Tagores Leichnam im Jahre 1941 behandelt die Dokumentation seine Lebensstationen und sein Werk eingebettet in historische Ereignisse der Zeit.
Ausgehend von Rabindranaths Familienhistorie, über Kindheit und Jugend werden der Beginn seiner literarischen Tätigkeit und seine Begegnung mit europäischer Musik dargestellt. Rabindranath zieht sich aufs Land und 1901 nach Shantiniketan zurück, wo er später seine Lehranstalt gründet. Danach folgen die wichtigen Ereignisse wie die Teilung Bengalens 1905, die Vorstellung seiner eigenen Übersetzung von Gitanjali in England 1912, der Nobelpreis im darauffolgenden Jahr, seine Ernennung zum Ritter 1915, das Amritsar-Massaker 1919 und die Rückgabe der Ritterehren an den britischen König. In den 1920er Jahren begannen Rabindranaths Reisen durch die Welt, bei denen er zahlreiche Kontakte mit westlichen Intellektuellen knüpfte und seine Gemälde ausstellte. Die Dokumentation endet mit seinen letzten zehn Lebensjahren in Shantiniketan, von denen mehrere Originalaufnahmen vorhanden sind.

## Hintergrund
Rabindranath Tagore war Rays erste Dokumentarfilmarbeit. Schon Anfang 1958 sprach er mit Vertretern der Zentralregierung über dieses Projekt, das schließlich von der Filmabteilung der Regierung produziert wurde. Ziel war ein würdiges Porträt des indischen Nationaldichters – umstrittene Aspekte seiner Person wie seine anfängliche Bewunderung Mussolinis, sein gespaltenes Verhältnis zur bengalischen Öffentlichkeit oder der Selbstmord seiner Schwägerin wurden bewusst ausgelassen. Ray verzichtete auch auf die Einbindung von Interviews mit Weggefährten, die 20 Jahre nach Tagore noch leicht zu bekommen gewesen wären. Der Film ist mit englischsprachigem Originalkommentar von Satyajit Ray gesprochen, denn dieser Film sollte in allen Teilen Indiens verstanden werden können. Da Ray die Übertragungen Tagor’scher Lyrik ins Englische für wenig gelungen hielt, verzichtete er auf Rezitationen von Gedichten Tagores. In Ermangelung ausreichenden Dokumentarfilmmaterials griff Ray teils auf mit Schauspielern nachgespielte Episoden aus Tagores Leben zurück. Daneben werden Gemälde, Fotografien und andere Dokumente gezeigt.
Zu den einzigartigen Zeugnissen in dieser Dokumentation gehören eine Rekonstruktion von Rabindranaths Oper Balmiki Pratibha und zwei kurze Aufnahmen von Rabindranath Tagores femininer Originalstimme – eine Schilderung von Natureindrücken, als er bei seinen Bruder und seiner Schwägerin wohnte, und ein Stück des Liedes Tobu mone rekho.
Szenenbildner der Spielszenen war Bansi Chandragupta.